# Documenta III
documenta III var den tredje documentautställningen i Kassel, Västtyskland och ägde rum 27 juni-5 oktober 1964. Undertitel var Internationale Ausstellung. Kuratorer var Arnold Bode och Werner Haftmann.

## Deltagande konstnärer
| A                               |                             |                                   |                             |                                  |  |
| Valerio Adami                   | Robert Adams                | Hans Aeschbacher                  | Afro (Afro Basaldella)      | Yaacov Agam                      |  |
| Pierre Alechinsky               | Horst Antes                 | Karel Appel                       | Arman (Armand Fernandez)    | Kenneth Armitage                 |  |
| Hans Arp                        | René Auberjonois            | Joannis Avramidis                 | Kenjirō Azuma               |                                  |  |
| B                               |                             |                                   |                             |                                  |  |
| Francis Bacon                   | Ernst Barlach               | Saul Bass                         | Willi Baumeister            | Herbert Bayer                    |  |
| Thomas Bayrle                   | Jean Bazaine                | Max Beckmann                      | Hans Bellmer                | Lucian Bernhard                  |  |
| Janez Bernik                    | Miguel Berrocal             | Joseph Beuys                      | Max Bill                    | Julius Bissier                   |  |
| Roger Bissière                  | Karl Oskar Blase            | Umberto Boccioni                  | Kay Bojesen                 | Pierre Bonnard                   |  |
| Lee Bontecou                    | Constantin Brâncuşi         | Georges Braque                    | Rodolphe Bresdin            | Donald Brun                      |  |
| Peter Brüning                   | Klaus Burkhardt             | Alberto Burri                     | Will Burtin                 | Pol Bury                         |  |
| C                               |                             |                                   |                             |                                  |  |
| Alexander Calder                | Jean Carlu                  | Anthony Caro                      | Carlo Carrà                 | A. M. Cassandre                  |  |
| César (César Baldaccini)        | Paul Cézanne                | Lynn Chadwick                     | Marc Chagall                | Avinash Chandra                  |  |
| Eduardo Chillida                | Giorgio de Chirico          | Roman Cieślewicz                  | Emil Cimiotti               | Antoni Clavé                     |  |
| Jean Cocteau                    | Bernard Cohen               | Harold Cohen                      | Paul Colin                  | Pietro Consagra                  |  |
| Constant (Constant Nieuwenhuys) | Lovis Corinth               | Corneille (Cornelis van Beverloo) | Willem Hendrik Crouwel      |                                  |  |
| D                               |                             |                                   |                             |                                  |  |
| Miodrag Djuric (Dado)           | Radomir Damnjanović         | Jean David                        | Alan Davie                  | Robyn Denny                      |  |
| André Derain                    | Charles Despiau             | Otto Dix                          | Eugène Dodeigne             | Piero Dorazio                    |  |
| Jean Dubuffet                   | Marcel Duchamp              | Raoul Dufy                        | Dušan Džamonja              |                                  |  |
| E                               |                             |                                   |                             |                                  |  |
| Charles Eames                   | Thomas Eckersley            | Dick Elffers                      | Martin Engelman             | Michael Engelmann                |  |
| James Ensor                     | Hans Erni                   | Max Ernst                         |                             |                                  |  |
| F                               |                             |                                   |                             |                                  |  |
| Joseph Fassbender               | Gerson Fehrenbach           | Lyonel Feininger                  | Lothar Fischer              | Klaus Flesche                    |  |
| John Forrester                  | Sam Francis                 | Otto Freundlich                   |                             |                                  |  |
| G                               |                             |                                   |                             |                                  |  |
| Horacio Garcia Rossi            | Rupprecht Geiger            | Vic Gentils                       | Nicholas Georgiadis         | Karl Gerstner                    |  |
| Quinto Ghermandi                | Alberto Giacometti          | Werner Gilles                     | Hermann Goepfert            | Roland Goeschl                   |  |
| Vincent van Gogh                | Leon Golub                  | Julio González                    | Arshile Gorky               | HAP Grieshaber                   |  |
| Franco Grignani                 | Juan Gris                   | George Grosz                      | Waldemar Grzimek            | Hans Gugelot                     |  |
| Constantin Guys                 |                             |                                   |                             |                                  |  |
| H                               |                             |                                   |                             |                                  |  |
| Günter Haese                    | Étienne Hajdú               | Otto Herbert Hajek                | Hiromu Hara                 | Hans Hartung                     |  |
| Karl Hartung                    | Erich Hauser                | Josef Hegenbarth                  | Bernhard Heiliger           | Anton Heyboer                    |  |
| Hans Georg Hillmann             | Jochen Hiltmann             | George Him                        | Herbert Hirche              | Paul Van Hoeydonck               |  |
| Rudolf Hoflehner                | Wolfgang Hollegha           | Max Huber                         | Friedensreich Hundertwasser |                                  |  |
| I                               |                             |                                   |                             |                                  |  |
| Jean Ipoustéguy                 |                             |                                   |                             |                                  |  |
| J                               |                             |                                   |                             |                                  |  |
| Arne Jacobsen                   | Bernhard Jäger              | Paul Jenkins                      | Alfred Jensen               | Jasper Johns                     |  |
| Allen Jones                     | Asger Jorn                  |                                   |                             |                                  |  |
| K                               |                             |                                   |                             |                                  |  |
| Yusaku Kamekura                 | Wassily Kandinsky           | Herbert W. Kapitzki               | Edward McKnight Kauffer     | Ellsworth Kelly                  |  |
| Zoltán Kemény                   | Walter Maria Kersting       | Günther Kieser                    | Phillip King                | Ernst Ludwig Kirchner            |  |
| R. B. Kitaj                     | Paul Klee                   | Yves Klein                        | Gustav Klimt                | Franz Kline                      |  |
| Aleksander Kobzdej              | Hans Kock                   | Fritz Koenig                      | Oskar Kokoschka             | Takashi Kōno                     |  |
| Willem de Kooning               | Harry Kramer                | Norbert Kricke                    | Klaus Kröger                | Alfred Kubin                     |  |
| Rainer Küchenmeister            |                             |                                   |                             |                                  |  |
| L                               |                             |                                   |                             |                                  |  |
| Wifredo Lam                     | André Lanskoy               | Berto Lardera                     | Henri Laurens               | Fernand Léger                    |  |
| Wilhelm Lehmbruck               | Jan Lenica                  | Julio Le Parc                     | Herbert Leupin              | Jan Lewitt                       |  |
| Richard Lin                     | Jacques Lipchitz            | Jules Lismonde                    | El Lissitzky                | Wilhelm Loth                     |  |
| Morris Louis                    | Lucebert (L. G. Swansweijk) | Bernhard Luginbühl                |                             |                                  |  |
| M                               |                             |                                   |                             |                                  |  |
| Heinz Mack                      | August Macke                | James McGarrell                   | Aristide Maillol            | Alfred Manessier                 |  |
| Franz Marc                      | Gerhard Marcks              | Marino Marini                     | Albert Marquet              | Étienne Martin                   |  |
| André Masson                    | Gregory Masurovsky          | Henri Matisse                     | Roberto Matta               | Almir Mavignier                  |  |
| Jean Messagier                  | James Metcalf               | Hans Mettel                       | Otto Meyer-Amden            | Brigitte Matschinsky-Denninghoff |  |
| Henri Michaux                   | Hans Michel                 | Ludwig Mies van der Rohe          | Josef Mikl                  | Joan Miró                        |  |
| Paula Modersohn-Becker          | Amedeo Modigliani           | Piet Mondrian                     | Pitt Moog                   | Henry Moore                      |  |
| Giorgio Morandi                 | François Morellet           | Richard Mortensen                 | Robert Motherwell           | Bruno Munari                     |  |
| Edvard Munch                    |                             |                                   |                             |                                  |  |
| N                               |                             |                                   |                             |                                  |  |
| Kazumasa Nagai                  | Jacques Nathan-Garamond     | Ernst Wilhelm Nay                 | Eva Renée Nele              | Rolf Nesch                       |  |
| Louise Nevelson                 | Ben Nicholson               | Erik Nitsche                      | Marcello Nizzoli            | Georges Noël                     |  |
| Isamu Noguchi                   | Emil Nolde                  | Eliot Noyes                       |                             |                                  |  |
| O                               |                             |                                   |                             |                                  |  |
| Richard Oelze                   | Kenzo Okada                 | Christian d'Orgeix                | Alfonso Ossorio             |                                  |  |
| P                               |                             |                                   |                             |                                  |  |
| Eduardo Paolozzi                | Jules Pascin                | Victor Pasmore                    | Alicia Penalba              | Constant Permeke                 |  |
| Celestino Piatti                | Pablo Picasso               | Otto Piene                        | Pierluca                    | Edouard Pignon                   |  |
| Giovanni Pintori                | Filippo de Pisis            | Serge Poliakoff                   | Jackson Pollock             | Giò Pomodoro                     |  |
| Carl Pott                       | Concetto Pozzati            | Heimrad Prem                      |                             |                                  |  |
| R                               |                             |                                   |                             |                                  |  |
| Dieter Rams                     | Robert Rauschenberg         | Odilon Redon                      | Josua Reichert              | Bernard Réquichot                |  |
| Germaine Richier                | George Rickey               | Gerrit Rietveld                   | Jean-Paul Riopelle          | Günter Ferdinand Ris             |  |
| Larry Rivers                    | Auguste Rodin               | Giuseppe Romagnoni                |                             |                                  |  |
| S                               |                             |                                   |                             |                                  |  |
| Willem Sandberg                 | Giuseppe Santomaso          | Antonio Saura                     | Raymond Savignac            | Egon Schiele                     |  |
| Hans Schleger (Zéró)            | Oskar Schlemmer             | Joost Schmidt                     | Wolfgang Schmidt            | Nicolas Schöffer                 |  |
| Paul Schuitema                  | Bernard Schultze            | Emil Schumacher                   | Kurt Schwitters             | Scipione (Gino Bonichi)          |  |
| William Scott                   | Gustav Seitz                | Jason Seley                       | Georges Seurat              | Gino Severini                    |  |
| Ben Shahn                       | Paul Signac                 | Mario Sironi                      | David Smith                 | Francisco Sobrino                |  |
| K. R. H. Sonderborg             | Jesús Rafael Soto           | Pierre Soulages                   | Chaim Soutine               | Jannis Spyropoulos               |  |
| Toni Stadler                    | Nicolas de Staël            | Anton Stankowski                  | Joël Stein                  | Hans Steinbrenner                |  |
| Klaus Steinbrenner              | Magnus Stephensen           | Kumi Sugai                        | Richard Süßmuth             | Marko Šuštaršič                  |  |
| Graham Sutherland               | Waldemar Świerzy            | Arpad Szenès                      | Rolf Szymanski              |                                  |  |
| T                               |                             |                                   |                             |                                  |  |
| Jun Tabohashi                   | Shinkichi Tajiri            | Ikkō Tanaka                       | Antoni Tàpies               | Hervé Télémaque                  |  |
| Fred Thieler                    | Jean Tinguely               | Mark Tobey                        | Henri de Toulouse-Lautrec   | Harold Town                      |  |
| Otto Heinrich Treumann          | Hann Trier                  | Heinz Trökes                      | Jan Tschichold              |                                  |  |
| U                               |                             |                                   |                             |                                  |  |
| Günther Uecker                  | Hans Uhlmann                | Reva Urban                        | Andreas Urteil              |                                  |  |
| V                               |                             |                                   |                             |                                  |  |
| Suzanne Valadon                 | Italo Valenti               | Victor Vasarely                   | Emilio Vedova               | Bram van Velde                   |  |
| Maria Elena Vieira da Silva     | Jacques Villon              | Paul Voss                         | Édouard Vuillard            |                                  |  |
| W                               |                             |                                   |                             |                                  |  |
| Wilhelm Wagenfeld               | Hans Wegner                 | Hendrik Nicolaas Werkman          | Brett Whiteley              | Carl Heinz Wienert               |  |
| Gerhard Wind                    | Fritz Winter                | Tapio Wirkkala                    | Wols                        | Fritz Wotruba                    |  |
| Paul Wunderlich                 |                             |                                   |                             |                                  |  |
| Y                               |                             |                                   |                             |                                  |  |
| Ryūichi Yamashiro               | Sōri Yanagi                 | Yvaral                            |                             |                                  |  |
| Z                               |                             |                                   |                             |                                  |  |
| Stanislaw Zagorski              | Piet Zwart                  |                                   |                             |                                  |  |

## Bildgalleri

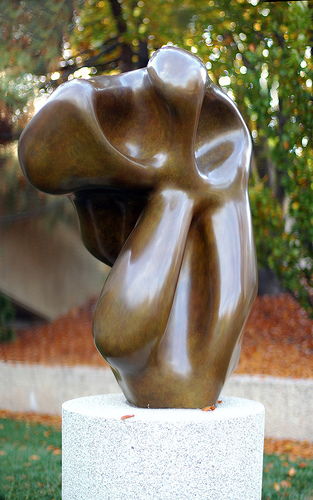
Hans Arp: Evocation Humaine, Lunaire, Spectrale (1950)
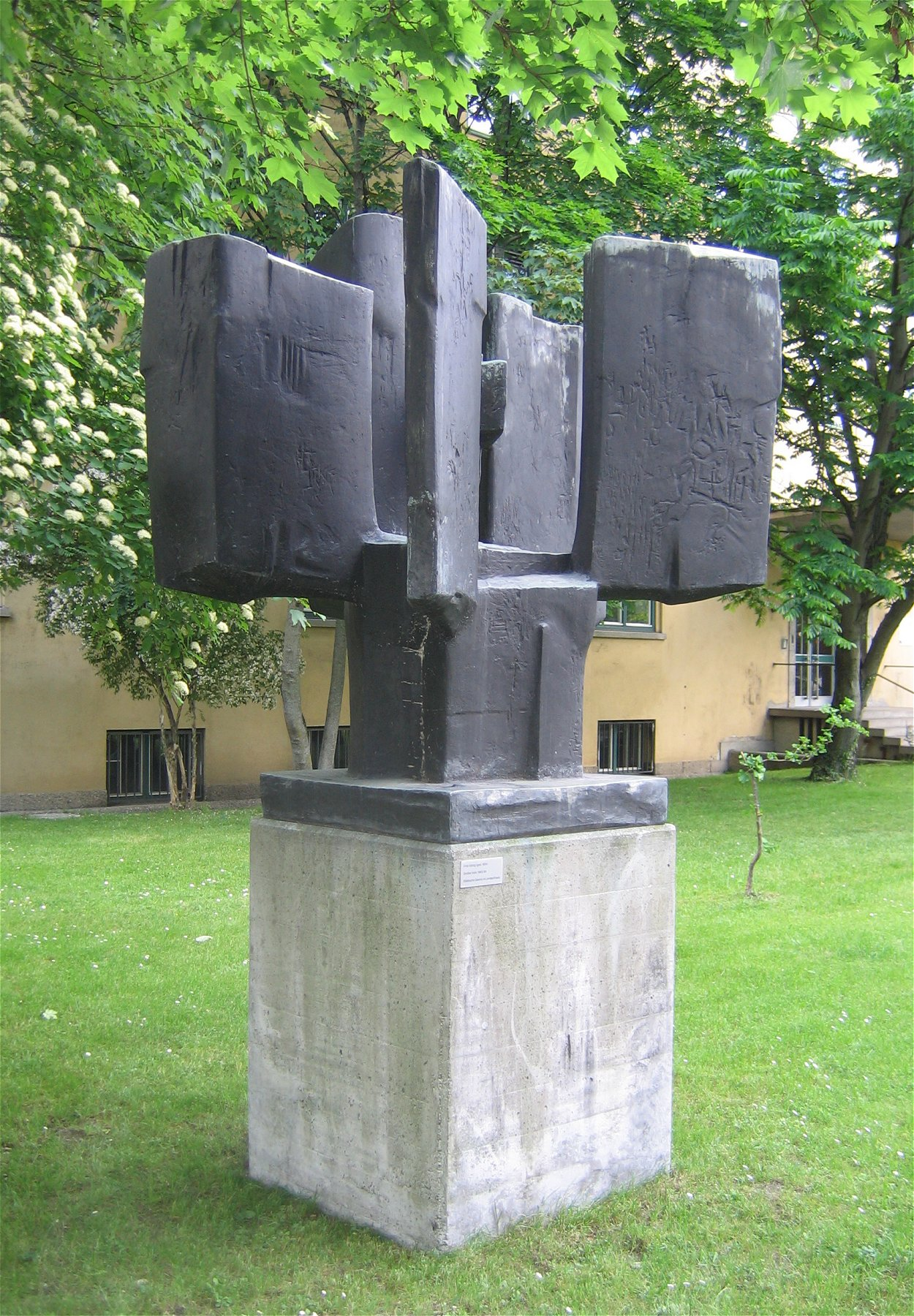
Fritz Koenig: Grosses Votiv (1963/64)
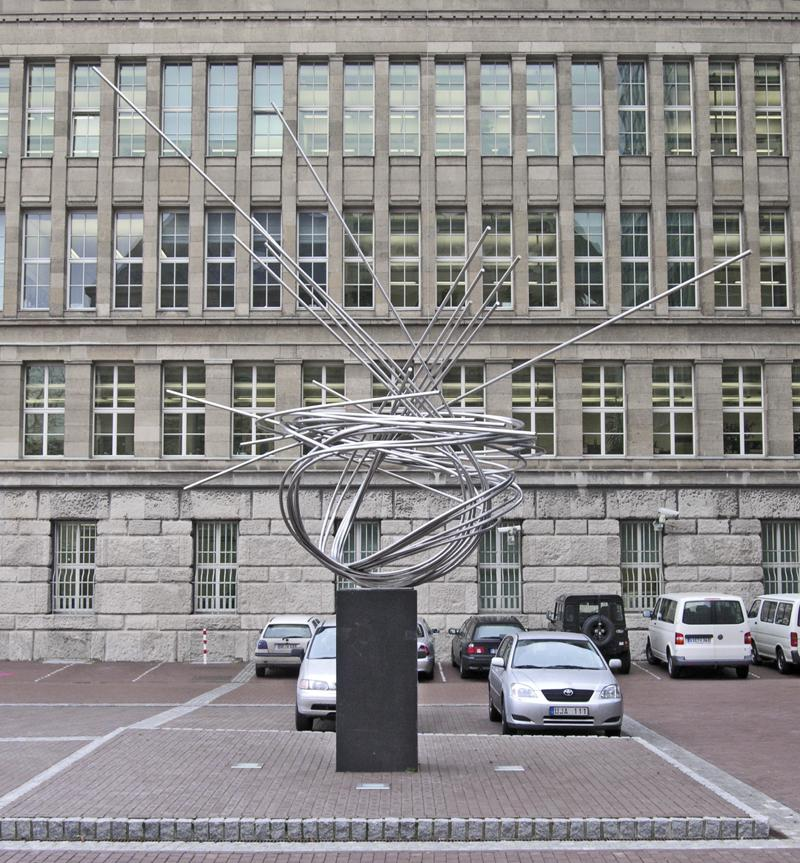
Norbert Kricke: "Grosse Mannesmann" (1958/61)